# すべり軸受

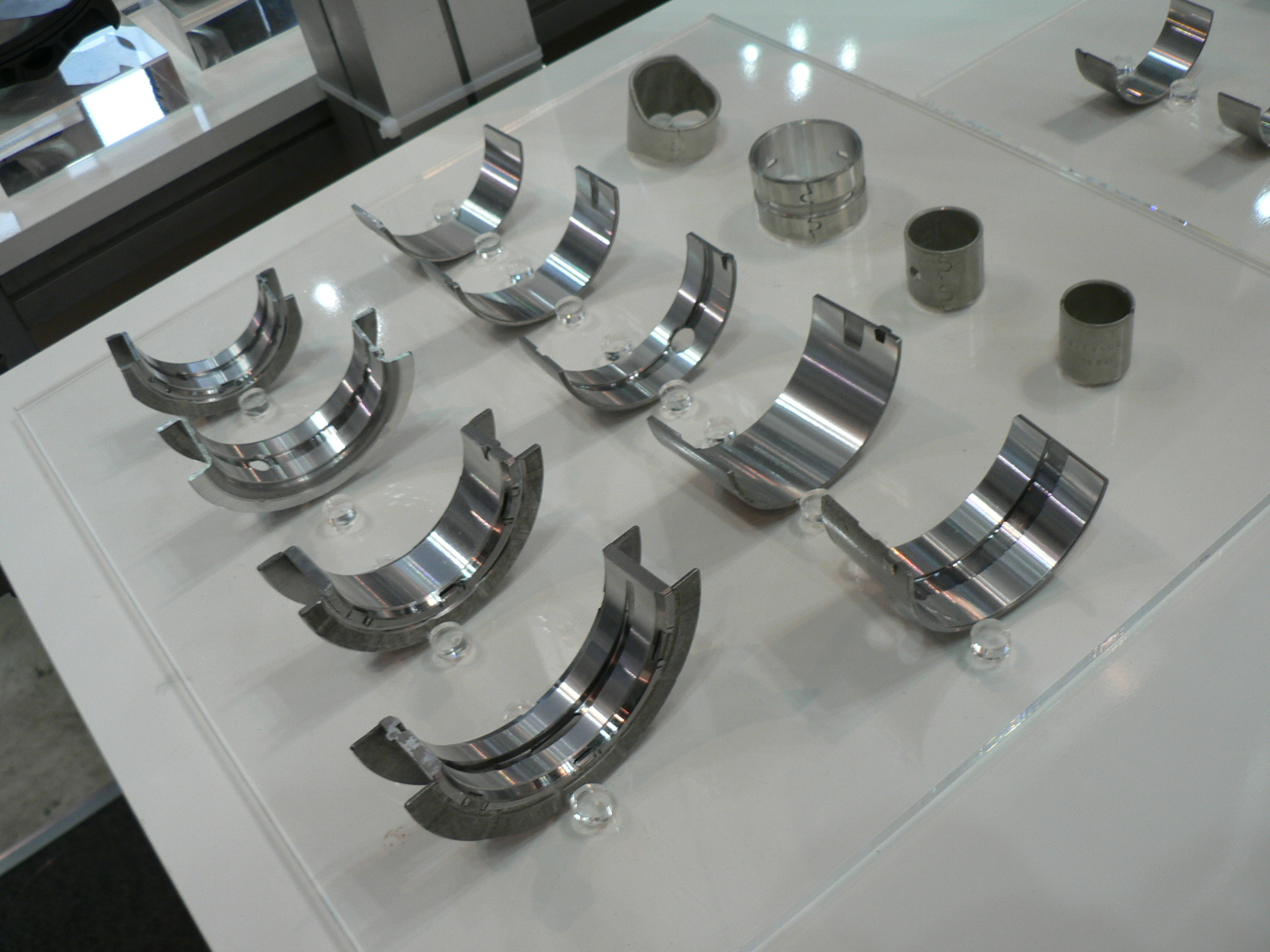
すべり軸受

すべり軸受（すべりじくうけ、滑り軸受）は、すべり面で軸を受ける軸受をいう。作動流体によって油軸受と空気軸受に分けられる。
多くの場合、給脂、潤滑して、その油膜で、軸と軸受の接触、凝着を防ぐ。
比較的簡単な機械では、軸は鋼であることが多いので、凝着しやすい「ともがね」の組合わせを避けるために、真鍮、青銅などの銅合金や、プラスチックなどを加工したいわゆるブッシュを使い、潤滑剤としてグリスを封入するなどして使うのが、初歩的な使用例である。軸受のすきまに異物が入った場合の故障を防ぐため、異物が埋まるような比較的柔らかい材料が選ばれることが多いが、硬質なセラミックを軸受にする場合もある。
すべり軸受材の性能の指標の一つにPV値があり、P=軸受け面圧に V=軸の周速（回転数×軸径）をかけた値の範囲が使用できる領域であるという、選定のガイドラインである。軸受部の摩擦による発熱が、熱伝導による放熱を上回ると軸受材料が溶融し、焼きつきにいたる。
よりシビアな用途では、特殊な軸受合金が用いられる。組立直後の初期のなじみ性、耐疲労性、耐摩耗性など、相反する特性を要求されるので、多層構造の軸受けが使われる場合もある。
含油軸受、静圧軸受もすべり軸受に含まれる。

## ブッシュ
ブッシュ（英語: bush, bushing）は、独立したすべり軸受で、ハウジングに挿入して回転用途の軸受面を提供するもので、すべり軸受の中では最も一般的な形態である。一般的には、ソリッドブッシュ（スリーブ、フランジ）、スプリットブッシュ、クレンチベアリングなどがある。3つのタイプの違いは、ソリッドブッシュは全周がソリッドであること、スプリットブッシュは長さに沿って切り込みが入っていること、クレンチベアリングはスプリットブッシュに似ているが、部品をつなぐ切り込みにクレンチ（クリンチ）が入っていることである。フランジ付きブッシュは、スリーブブッシュの一端に外径から半径方向外側に伸びるフランジを付けたものである。フランジは、ブッシュの取り付け時の位置決めや、スラスト軸受面として使用される。